# Косилівка
Косилівка (рос. Косиловка) — селище в Фатезькому районі Курської області Російської Федерації.
Населення становить 34 особи. Входить до складу муніципального утворення Солдатська сільрада.

## Історія
Населений пункт розташований на території українського етнічного та культурного краю Східна Слобожанщина.
Від 2004 року входить до складу муніципального утворення Солдатська сільрада.

## Населення
| 1979 | 1989 | 2002 | 2010 |
| ---- | ---- | ---- | ---- |
| 45   | ↗50  | ↘42  | ↘34  |